# Establo Isegahama

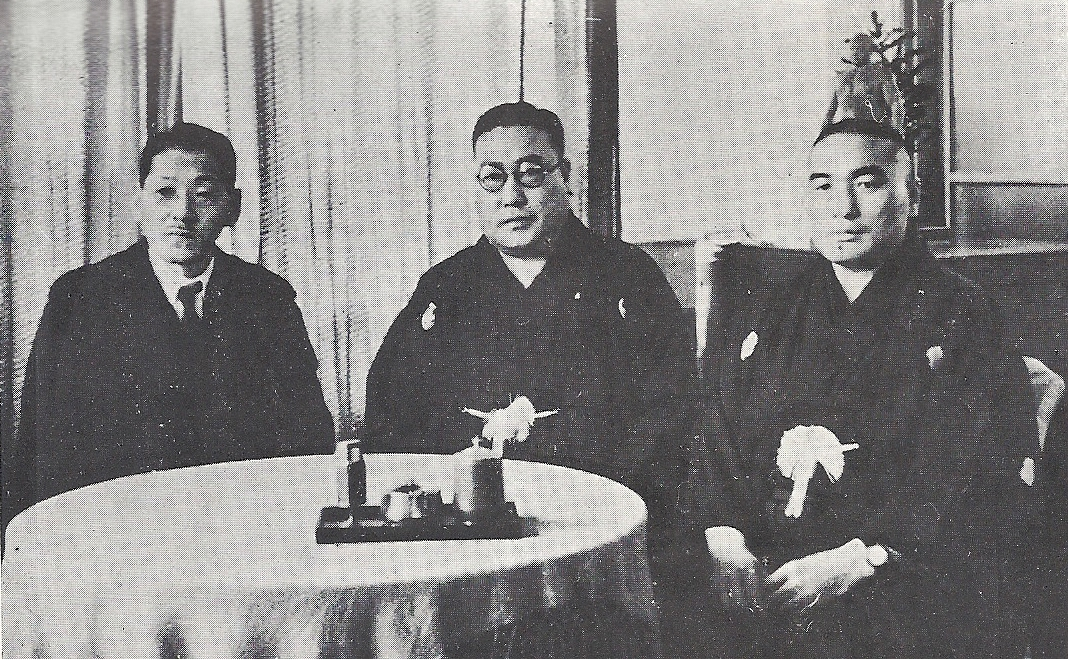
Reunión entre Taniuchi Shōtarō (director del Centro de Detención de Tokio, izquierda), Dewanoumi Hidemitsu (ex yokozuna Tsunenohana, centro), e Isegahama Kandayu (ex sekiwake Kiyosegawa, derecha) de la Asociación Japonesa de Sumo.

El Establo Isegahama (伊勢ヶ濱部屋, Isegahama-beya) fue un establo de entrenamiento de sumo profesional. El recinto formó parte del antiguo ichimon Tatsunami-Isegahama. 
Fue fundado en 1856 por el ex komusubi Arakuma. A partir de 1929 fue liderado por el ex sekiwake Kiyosegawa. La hija de Kiyosegawa luego contrajo nupcias con el sexto maestro Isegahama, el trigésimo octavo (38°) yokozuna Terukuni Manzō, el cual lideró el establo desde 1961 hasta su fallecimiento en 1977. Antes de su deceso, Terukuni ya había hecho arreglos para heredarle el establo al ex ōzeki Kiyokuni Katsuo. Kiyokuni sufrió un trágico suceso en donde su esposa e hijos fallecieron en el Vuelo 123 de Japan Airlines acontecido en 1985, tras lo cual el establo empezó a decaer. Este luego se volvió a casar y mudó el establo a una nueva ubicación, sin embargo, su nueva esposa no tuvo ningún interés en ayudarlo a administrar el establo, afectando negativamente el reclutamiento de nuevos luchadores. El último luchador de alto rango en Isegahama, Wakasegawa, se retiró en 1992, y tras la degradación de Kiyonofuji a la división makushita en enero de 1994, el establo se quedó sin sekitori. En sus últimos años, el establo Isegahama solo contaba con dos luchadores activos.
Después de que Kiyokuni alcanzase la edad de retiro obligatoria a los 65 años en noviembre de 2006, el establo fue temporalmente liderado por el ex maegashira Katsuhikari. Este último procedió a cerrar el establo el 1 de febrero de 2007, trasladándose luego al establo Kiriyama.
Una generación distinta de Isegahama fue fundada como el establo Ajigawa en 1979, siendo luego renombrada por el ex yokozuna Asahifuji en noviembre de 2007. La decisión de Asahifuji fue visto como un intento para restaurar la reputación de su ichimon (el ichimon Isegahama fue conocido durante muchos años como el ichimon Tatsunami-Isegahama, quedando luego como el ichimon Tatsunami solamente; debido al éxito del renombrado establo, el clan es actualmente conocido como el ichimon Isegahama).

## Dueños
- 2006–2007: El octavo (8°) Isegahama Toshio (ex maegashira Katsuhikari)[3]
- 1977–2006: El séptimo (7°)  Isegahama Tadao/Seinosuke (ex ōzeki Kiyokuni Katsuo)
- 1961–1977: El sexto (6°) Isegahama Manzo (el trigésimo octavo (38°) yokozuna Terukuni Manzō)
- 1929–1953: El quinto (5°) Isegahama Kandayu (ex sekiwake Kiyosegawa)
- 1856–1907: El tercer (3°) Isegahama Kandayu (ex komusubi Arakuma Rikinosuke)

## Exluchadores destacados
- Kiyokuni Katsuo (ex ōzeki)[4]
- Bishūyama Jun'ichi (ex sekiwake)
- Kairyūyama Teruhisa (ex sekiwake)
- Kurosegawa Kuniyuki (ex komusubi)
- Saisu Minoru (ex maegashira)
- Wakasegawa Yoshimitsu (ex maegashira)